# Argentiet
Het mineraal argentiet is een zilversulfide met chemische formule Ag2S.

## Eigenschappen
Het kristalstelsel is kubisch met een ribbe van 487 pm. Het is de hoge temperatuurvorm van acanthiet; argentiet gaat beneden 173 graden Celsius over in acanthiet.